# الروحانية والتشرد
تؤثر الروحانية على كل من الصحة العقلية والجسدية على عامة سكان الولايات المتحدة من مجموعات عرقية مختلفة. بسبب التعاريف الدقيقة للروحانية والتدين، تفتقر الصناعة الأدبية عن الروحانية إلى التناسق في التعريفات أو التدابير، ما يؤدي إلى انعدام الترابط المنطقي بينها. ومع ذلك، بالمجمل، تشير الأبحاث إلى أن تأثير الروحانية إيجابي، ويرتبط بنتائج صحية أفضل. بالنسبة لأولئك الذين ينخرطون في الروحانية، فقد تعمل بمثابة حاجز يحمي من أحداث الحياة السلبية، وغالبًا ما تعادل العلاقة بين تجارب الحياة السلبية ومستويات القلق أو الاكتئاب. يستثنى من ذلك ممارسة المجاراة الروحية السلبية. يؤدي هذا النوع من المجاراة إلى آثار صحية سلبية.
المشردون هم مجموعة مستضعفة في المجتمع تختبر تأثيرًا معتدلًا من الروحانية. تلعب الروحانية دورًا في قدرتهم العاطفية والعقلية على مواجهة التحديات التي يواجهونها وممارسة السلوكيات المعززة لصحتهم. بالنسبة للمشردين الذين يمارسون الروحانية كآلية مجاراة إيجابية، فغالبًا ما تحسن حياتهم وتعتبر مصدرًا للقوة والراحة في البحث النوعي.

## الروحانية

### التعريف
لا تمتلك الروحانية تعريفا واضحًا، على الرغم من اعتبارها بشكل عام بحثًا عن القداسة وتجربتها، أي الخالق، أو قوة أعلى، أو شيء ذي طبيعة إلهية. تتميز الروحانية بأنها شيء ذو تجربة شخصية، وهي عملية فردية تتضمن معتقدات شخصية أو خاصة. ومع ذلك، قد تنطوي على قيم المجتمع والعلاقة بين الناس أو التركيز على الترابط بينهم. تؤكد الروحانية غالبًا على تكامل العقل والجسد والروح، ويمكن أن توفر إحساسًا بمغزى الحياة أو أهميتها.
هناك تداخل كبير في تعاريف الدين والروحانية، ولهذا السبب غالبًا ما تُستخدم بشكل متبادل في الصناعة الأدبية. يمكن للدين، وعلى غراره الروحانية، أن يوفر للناس إحساسًا بالهدف أو المعنى من خلال معتقداتهم الشخصية. العامل المميز الرئيسي بين الروحانية والدين هو أن الأخير يمارس بشكل جماعي بشكل عام مع نوع من الأساس الهيكلي أو المؤسسي. يتمتع المصطلحان بجوانب متعددة، ويقاسان عادة بأبعاد متشابهة. تضم الأبعاد الشائعة للروحانية/الدين كما حددها المعهد الوطني لأبحاث الرعاية الصحية، ومعهد فيتزر، والمعهد الوطني للشيخوخة ما يلي:
1. التفضيل أو الانتماء: العضوية في مجموعة دينية أو روحانية معينة
2. الممارسات العامة: الانخراط في الأنشطة الرسمية مثل المشاركة في الخدمات
3. الممارسات الخاصة: السلوكيات الخاصة مثل الصلاة أو التأمل أو قراءة النصوص المقدسة
4. التجارب الروحانية: التفاعل أو اختبار تجربة إلهية تتجلى في المشاعر والأحاسيس
5. المجاراة الروحية: استخدام الفرد لمعتقداته بهدف المجاراة والتأقلم مع الأحداث المجهدة؛ من الممكن أن يكون هذا إيجابيًا أو سلبيًا
6. المعتقدات والقيم: معتقدات وقيم محددة
7. الغفران: تجربة المصالحة مع الآخرين ومع الهيئة الإلهية، يمكن أن تكون شكلًا من أشكال المجاراة الروحية
8. الدعم الاجتماعي: الدعم الملموس وغير الملموس الذي يقدمه أعضاء آخرون من المجتمع الروحاني/الديني
9. الشدة/الالتزام: أهمية الروحانية بالنسبة لمجالات الحياة الأخرى وتأثيرها على السلوك
10. المعنى الروحاني: الإحساس بمغزى الحياة ومعناها نتيجة لممارسة الروحانية

هذه الأبعاد هي ببساطة مثالان للتدابير المستخدمة في الصناعة الأدبية عن الروحانية. بسبب التعريف الغامض للروحانية في الصناعة الأدبية، لا تتسق المقاييس في الدراسات المختلفة، ما يؤدي إلى نقص الترابط المنطقي في الصناعة الأدبية. ومع ذلك، هناك إجماع في البحوث التي أجريت على الروحانية مفاده أنها تؤثر على الصحة. هذا التأثير إيجابي بشكل عام باستثناء المجاراة الروحانية السلبية.

### التأثير على الصحة الجسدية
أشارت الأبحاث إلى ارتباط السعادة الروحية بنتائج إيجابية على الصحة الجسدية. تقلل الروحانية من احتمال الإصابة بالأمراض وترتبط بشدة بزيادة طول العمر للفرد.على سبيل المثال؛ إنها تخفض معدل الإصابة بأمراض القلب، وتليف الكبد، وانتفاخ الرئة، والسكتة الدماغية، والفشل الكلوي، ومعدل الوفاة من السرطان، والوفاة بالمجمل. تقلل الروحانية أيضًا من ضغط الدم ومستويات الكولسترول. إذا أصيب شخص بالمرض أو توجب عليه إجراء عمليةً جراحية، فمن المحتمل أن تجري عملية الشفاء بشكل أفضل. قد تختلف هذه الآثار اعتمادًا على صرامة الرموز السلوكية المرتبطة بالدين، وشدة ممارسة الشخص للروحانية، وما إذا كانت تجربته الروحية إيجابية أم لا. إذا مارس شخص ما المجاراة الروحية السلبية، فلن تظهر الفوائد الصحية الإيجابية، وقد تتأثر صحة الفرد بشكل سلبي.

### التأثير على الصحة العقلية
تميل الروحانية إلى تحسين الصحة العقلية. ترتبط الروحانية بانخفاض معدلات الانتحار واضطرابات القلق والاكتئاب. في ما يتعلق بالاكتئاب، يزيد احتمال تعافي الأشخاص المنخرطين أكثر بالروحانية. في مراجعة لثلاث وأربعين دراسة، وجد(رو) و(وونغ) 2006 أن التدين والروحانية هما رابطان مهمان ينعكسان على صحة المراهقين، إذ تشير 84% من الدراسات إلى وجود علاقة إيجابية. تقلل الروحانية أيضًا من احتمال الاعتماد على المخدرات/الكحول أو معاقرتها، وترتبط بتعاف أكثر فعالية من الاعتماد عليها ومعاقرتها. بينما تحسن الروحانية عمومًا من الصحة العقلية، فبالنسبة للأفراد الذين يستخدمون أشكالًا ضارة من المجاراة الدينية، فإن الروحانية في هذه الحالة «ترتبط بالصحة العقلية الضعيفة واتخاذ قرارات سيئة لأحداث الحياة السلبية».

### المجاراة الدينية/الروحية
هناك نوعان من المجاراة الروحية، وهما الإيجابية والسلبية. تظهر المجاراة الروحية الإيجابية كعلاقة قوية مع الخالق، للحصول على الدعم من المجتمع والقوة الإلهية الأعلى، والبحث عن مغزى الحياة ومساعدة الآخرين. يشارك معظم الأشخاص الذين يمارسون الروحانية في المجاراة الروحية الإيجابية المرتبطة بتحسين الصحة العقلية والجسدية.
تمتلك المجاراة الروحية السلبية، وهو نمط مختلف عن المجاراة الروحية الإيجابية، آثارًا صحية سلبية. تنطوي المجاراة الروحية السلبية على تحميل الخالق كل المسؤولية، والشعور بتخليه عنك أو إلقاء اللوم عليه بسبب صعوبات الحياة. وغالبًا ما تتجلى كعلاقة أقل ثقةً مع الخالق، وكنظرة مشؤومة للعالم وسخط روحاني عام. بالنسبة لأولئك الذين ينخرطون في المجاراة الروحية السلبية، فإن ذلك يؤدي لنتائج صحية جسدية وعقلية أضعف بشكل ملحوظ وكذلك ارتفاع معدل الوفاة. في دراسة أجراها عالم النفس بارغامينت عام 1998، تختلف الآثار الصحية للمجاراة الروحية السلبية في الجماعات السكانية المختلفة. بالنسبة لمواطني أوكلاهوما سيتي الذين تعرضوا لقصف المبنى الفيدرالي، فقد ارتبط الأمر بأعراض اضطراب ما بعد الصدمة ومستويات أعلى من القسوة. بالنسبة لطلاب الجامعات، ارتبطت المجاراة الروحية السلبية مع مستويات أعلى من الضيق العاطفي وضعف الصحة الجسدية. بالنسبة لمرضى المستشفيات الذين يعانون من أمراض جسدية، ارتبطت المجاراة الروحية السلبية مع مستويات أعلى من الاكتئاب وانخفاض جودة الحياة.

### دور الروحانية في حياة الأشخاص المشردين
الشخص المشرد هو فرد يفتقر لإقامة ليلية ثابتة ومتسقة، أو أي شخص يقضي إقامته الليلية في ملجأ خاضع للإشراف يوفر سكنًا مؤقتًا. يسبب التشرد ضغطًا مزمنًا يؤثر سلبًا على سعادة الفرد. المشردون هم مجموعة مستضعفة يعانون من ارتفاع معدل انتشار مشاكل الصحة العقلية والجسدية، بالإضافة إلى التعرض للخداع وزيادة معدلات الوفاة. يلجأ بعض المتشردون للروحانية كإحدى طرق مجاراة حالة ضعفهم الشديد. وجد (رانكويست) و(رييد) 2007 أن المنظور الروحي يرتبط إيجابًا بقياسات الرفاهية في عينة من الأفراد المشردين الذين شملهم الاستطلاع، وأن قياسات الرفاهية ترتبط إيجابًا بالحالة الصحية ذاتية التقييم. يعتبر رأس المال الاجتماعي الناتج عن الروحانية أو الدين، حسب إيروين 2008، عاملًا مهمًا لرفاهية السكان المشردين. فهو يزيد من قاعدة الموارد الخاصة بهم، ما يتيح لهم مجاراة وضعهم بطرق أكثر صحية.